# Обсерваторія Джеміні
Обсервато́рія Дже́міні (англ. Gemini Observatory) — астрономічна обсерваторія, що має два восьмиметрові телескопи на Гаваях та у Чилі.
Телескопи Джеміні були побудовані та обслуговуються консорціумом, який складається з США, Великої Британії , Канади, Чилі, Бразилії, Аргентини, та Австралії. Цим партнерством керує Асоціація університетів з астрономічних досліджень (AURA). Північний центр розташований у Гіло (Гаваї), південний центр — у Ла-Серені (Чилі).
Перший телескоп — Джеміні-Північ (Gemini North), також відомий як Телескоп ім. Фредерика Ч. Ґіллета, — заснований у 2000 р., розміщений на Мауна-Кеа, 4200 м над рівнем океану у США, на острові Гаваї. У рамках «Міжнародного року астрономії-2009» телескоп брав участь у проекті «100 годин астрономії», котрий тривав понад чотири дні і ночі, від 2 до 5 квітня 2009 року, і був задіяний у онлайновому вебпорталі «Навколо світу за допомогою 80 телескопів».
Другий телескоп — Джеміні-Південь (Gemini South) — заснований у 2000 році, розташований на горі Серо-Пачон, 2 700 м над рівнем моря, у Чилійських Андах.
Міжнародний штаб Обсерваторії Джеміні розташований у Гіло, на острові Гаваї.
Разом телескопи Джеміні забезпечують повноцінне безперешкодне покриття північної та південної півкуль. Вони одні з найбільших та найдовершеніших, на початок ХХІ століття, оптичних інфрачервоних телескопів, що є в наявності у астрономів. Обидва телескопи роблять найчіткіші зображення всесвіту, через низку передових технологій, таких як лазерні вказівки зірки, адаптивна оптика та багатооб'єктна спектроскопія.
Два телескопи дозволяють вести дуже високоякісні інфрачервоні спостереження завдяки захищеному сріблом покриттю їхніх дзеркал та технологічним системам вентиляції. Через високий ступень мережевої комунікації, телескопи Джеміні можуть працюватися віддалено, отож спостереження можна проводити за найкращих для цього погодних умов без прибуття туди астрономів.